# 大谷スマートインターチェンジ
大谷スマートインターチェンジ（おおやスマートインターチェンジ）は、栃木県宇都宮市に建設が予定されている東北自動車道のスマートインターチェンジである。名称は仮称である。
上下線出入口ともに、本線直結型で全車種が、「24時間利用可能」となる予定。
宇都宮市が整備主体となって事業を進めている。

## 道路
- E4 東北自動車道

## 接続する道路
- 上り線 - 宇都宮市道2457号（中丸野沢線）
- 下り線 - 栃木県道70号宇都宮今市線（大谷街道）

## 沿革
- 2015年（平成27年）6月30日 : 国土交通省より連結許可[2]。
- 2021年（令和3年）9月6日 : この日の宇都宮市議会で、COVID-19の流行拡大による影響で地権者との用地立ち会いが遅延しており、2022年9月の開通予定に遅れが生じていると明らかにされ、それに伴って開通時期が未定となった[3]。
- 2025年（令和7年）6月2日 : 下り線が着工[4]。
- 2029年（令和11年）度以降 : 供用開始予定[5]。

## 周辺
- 宇都宮市街地
  - 宇都宮市役所まで約6km
  - JR宇都宮駅まで約7km
- とちぎ健康の森
  - 栃木県立わかくさ特別支援学校
- 関東自動車駒生営業所
- 宇都宮市森林公園
- 大谷資料館
- 大谷観音
- 大谷寺
- 多気山
- 多気山不動尊
- 古賀志山
- 赤岩山
- 栗谷沢ダム

このほか、宇都宮市内で営業しているライトレール（LRT、次世代型路面電車）路線の宇都宮芳賀ライトレール線（芳賀・宇都宮LRT）を本インターチェンジ付近の大谷街道を経由して延伸し、交点付近に停留場を設ける構想があるが、現時点では事業化の目処は立っていない。

## 隣
E4 東北自動車道
(9) 鹿沼IC - 大谷SIC (事業中) - 大谷PA - (10) 宇都宮IC